# Зверь (фильм, 1975)
«Зверь» (фр. La Bête) — французская эротическая комедия, снятая по мотивам повести Проспера Мериме «Локис».
Первоначально фильм был задуман как эпизод фильма «Аморальные истории», однако позднее исключён из фильма и дополнен новыми сценами, превратившись в самостоятельный фильм.

## Сюжет
Маркиз Матюрен собирается жениться на Люси, богатой американской наследнице. Невеста, прибывшая в старинный замок, спрятанный от посторонних глаз в девственном лесу, ничего не знает о тщательно скрываемой семейной тайне, ставшей проклятьем знатного рода. Оказывается, двести лет назад маркиза Ромильда, прабабка её жениха, согрешила с лесным чудищем…
Люси и её тётя едут в замок, по дороге проезжая конюшню. Там Люси фотографирует двух совокупляющихся лошадей, что встречает неодобрение её тёти.
В замке они знакомятся с хозяевами и ждут кардинала Боло, который должен обвенчать Люси с Матюреном. В процессе ожидания тётя разговаривает с домочадцами замка, а Люси рассматривает картины. На одной из них показана женщина, во влагалище которой неведомый зверь засовывает свой хвост. Люси интересуется картиной, но отец Матюрена отбирает её у неё.
Люси запирается в отведенной ей комнате, и глядя на фотографии лошадей, начинает мастурбировать. Ей не удается закончить: входит шофер и приносит ей в подарок розу от Матюрена.
За ужином Матюрен демонстрирует свою грубую натуру. Все выпивают довольно много и расходятся по спальням. Люси, надев тонкую ночную рубашку, в своей спальне любуется своими половыми органами перед зеркалом, а затем ложится на кровать и засыпает. В соседней комнате спит Матюрен.
Люси снится маркиза. Маркиза бежит за своим ягнёнком в лес и находит его на полянке растерзанным неизвестным чудовищем. Чудовище — невиданный зверь с чёрной шерстью выскакивает из-за кустов и бежит за маркизой. Маркиза на бегу теряет части своего туалета и, наконец, в одном корсете хватается за сук и повисает на нём. Подбежавший зверь начинает вылизывать ей между ног и мастурбировать при этом.
Люси просыпается вся в поту. Она не понимает, было ли это лишь сном, и завидует маркизе. Она идёт в комнату к жениху, но тот крепко спит. Девушка возвращается к себе и ложится снова, но её охватывает возбуждение. Она идёт в ванную, и мочит свою ночную рубашку, а затем ложится на кровать. Люси начинает мастурбировать, мечтая оказаться на месте маркизы. В мечтах Люси отдается зверю и тот овладевает ей. В реальности она бьётся на кровати, овладевая собой снова и снова. Очнувшись, она жалеет, что приключение в лесу произошло не с ней, так как ей кажется, что она полюбила зверя. Она мечтает, что, выйдя замуж за Матюрена, она будет по-прежнему уходить в лес и совокупляться со зверем.
Девушка вновь идёт к Матюрену, но тот по-прежнему крепко спит. Тогда Люси вновь охотно возвращается к своей мечте о совокуплении со зверем. В её мечтах она отсасывает силу у мужа и отдает её зверю, а тот овладевает ей вновь и вновь. В мечтах зверь овладевает ей много раз и, наконец, умирает от истощения. Проснувшись, Люси в последний раз идёт к Матюрену и находит его мёртвым на полу. В ужасе она зовёт на помощь весь дом, и сбежавшиеся домочадцы раздевают мёртвого Матюрена. Тот весь покрыт густыми волосами и имеет хвост.
В шоке Люси вместе с тётей уезжает из дома. В машине она засыпает и снова видит себя в лесу, хоронящей зверя. Люси не грустит об этом и мечтает, что её будущий муж окажется зверем.

## В ролях
- Сирпа Лейн — Ромильда дель Эсперанса
- Лисбет Хуммел — Люси Броадхёрст
- Пьер Бенедетти — Матюрен дель Эсперанса
- Элизабет Каза — Вирджиния Броадхёрст
- Ги Трежан — Пьер дель Эсперанса
- Ролан Армонтель — священник
- Марсель Далио — герцог Раммендело де Бало
- Роберт Капиа — Роберто Капиа
- Паскаль Риво — Кларисса дель Эсперанса
- Тьерри Бурдон — Модест
- Жан Мартинелли — кардинал Жозеф де Бало
- Хассан Фолл — Ифани
- Анна Балдаччини — Теодора
- Матьё Риволлье
- Жюльен Анани
- Мари Тестаньер — Мари
- Стефан Тестаньер — Стефан

## Съёмочная группа
- Режиссёр-постановщик: Валериан Боровчик
- Сценарист: Валериан Боровчик
- Операторы: Бернар Даленкор, Марсель Гриньон
- Продюсер: Анатоль Дауман
- Художник-постановщик: Жак Д’Овидио
- Композитор: Доменико Скарлатти
- Звукорежиссёры: Мишель Лоран, Жан-Пьер Ру
- Монтажёр: Валериан Боровчик